# Robert S. Kaplan
Robert S. Kaplan (født 2. maj 1940) er en amerikansk økonom der sammen med David Norton har stået bag udvikling af Balanced scorecard. Kaplan har siden 1984 været professor på Harvard Business School og været medforfatter på adskillige bøger indenfor "Management Accounting".
Kaplan er desuden, sammen med Robin Cooper, en af arkitekterne bag det aktivitetsbaserede omkostningsfordelingsprincip (Activity-based costing – ABC).